# Aldo Sambrell
Aldo Sambrell (parfois crédité Sambreli) est un acteur espagnol né le 23 février 1931 à Madrid et mort le 10 juillet 2010 à Alicante, et accessoirement réalisateur (sous le nom d'Alfred S. Brell). 

## Biographie
Il est notamment connu pour avoir, dans les années 1960-70, interprété de nombreux rôles secondaires de méchant dans des westerns européens. On le voit ainsi dans Pour une poignée de dollars et Et pour quelques dollars de plus, de Sergio Leone. 

### Vie privée
Il a été marié à l'actrice Cándida López Cano.

## Filmographie
- 1963 : Les Trois Implacables (El sabor de la venganza) : homme de main de Parker
- 1963 : Trois Cavaliers noirs (Tres hombres buenos) : homme de Badon
- 1963 : Duel au Texas : Juan Guardo
- 1964 : La Charge des tuniques rouges (La carga de la policía montada) de Ramón Torrado[réf. nécessaire]
- 1964 : Relevo para un pistolero
- 1964 : Les Hors-la-loi de Casa Grande (en) (Los pistoleros de Casa Grande) : Rojo, chef de bande
- 1964 : Pour une poignée de dollars, de Sergio Leone : Rojo, membre du gang
- 1964 : Furie apache
- 1964 : I due violenti
- 1964 : La tumba del pistolero : Minero
- 1964 : Les Trois Sergents de Fort Madras d'Umberto Lenzi : Gamal / Sikki Dharma
- 1964 : Saül et David
- 1964 : Les Cent Cavaliers (I cento cavalieri) de Vittorio Cottafavi : Alfaqui
- 1965 : Le Chemin de l'or (Finger on the Trigger) de Sidney W. Pink
- 1965 : Fuerte perdido
- 1965 : L'Enfer du Manitoba : Jake
- 1965 : Le Fils d'un Hors-la-loi : Juan Morales, Bandit Chief
- 1965 : Duel dans le désert
- 1965 : Un mercenaire reste à tuer : Ramirez
- 1965 : Et pour quelques dollars de plus, de Sergio Leone : Cuccillo
- 1966 : Surcouf, le tigre des sept mers : Marin
- 1966 : El Texican : Gil Rio
- 1966 : Navajo Joe : Mervyn 'Vee' Duncan - Bandit Leader
- 1966 : Tonnerre sur l'océan Indien : Marin
- 1966 : El Chuncho : Lt. Alvaro Ferreira
- 1966 : Le Bon, la Brute et le Truand : un membre du gang d'Angel Eyes
- 1967 : Devilman le diabolique : Devilman
- 1967 : Les Cruels (I crudeli) : Pedro
- 1967 : Il était une fois en Arizona : Zachary Chase
- 1968 : Quinze Potences pour un salopard (Quindici forche per un assassino) de Nunzio Malasomma : Sandy / Bud Lee
- 1968 : Colpo sensazionale al servizio del Sifar : Scarabesca
- 1968 : Un train pour Durango (Un treno per Durango) de Mario Caiano : le capitaine de l'armée mexicaine
- 1968 : L'Invincible Superman : Kamir / Pao-Ki
- 1968 : L'Évadé de Yuma
- 1968 : Requiem pour Gringo (Réquiem para el gringo) d'Eugenio Martín et José Luis Merino : Charly Plata
- 1968 : Le Commando du sergent Blynn (Giugno '44 - Sbarcheremo in Normandia)
- 1969 : Les Cent Fusils : Sgt. Paletes
- 1969 : La Légion des damnés d'Umberto Lenzi : Sgt. Karim Habinda
- 1970 : Quand Satana empoigne le colt (Manos torpes) de Rafael Romero Marchent
- 1970 : Arizona se déchaîne : Chico
- 1970 : Consigna: matar al comandante en jefe
- 1971 : Rain for a Dusty Summer : col. Marinos
- 1971 : Abattez Django le premier : Burton
- 1971 : Les Brutes dans la ville : Calebra
- 1971 : Le Phare du bout du monde : Tarcante
- 1971 : Les Quatre Mercenaires d'El Paso : Canales
- 1972 : Antoine et Cléopâtre : Ventidius
- 1972 : L'Île au trésor : Israel Hands
- 1973 : La Vengeance du zombie : Gatanebo
- 1973 : Charley le borgne (Charley One-Eye) de Don Chaffey : le conducteur mexicain
- 1973 : Shaft contre les trafiquants d'hommes : Angelo
- 1973 : Les Colts au soleil : Kissling
- 1974 : La Dynamite est bonne à boire
- 1974 : Le Voyage fantastique de Sinbad : Omar
- 1975 : Le Lion et le vent : Ugly Arab
- 1975 : La úlima jugada : Alan Randall
- 1976 : A mí qué me importa que explote Miami
- 1976 : Atraco en la jungla : Insp. Ramirez
- 1977 : La Perle noire
- 1976 : Les Crocs du diable (El Perro) d'Antonio Isasi-Isasmendi
- 1978 : Missile X - Geheimauftrag Neutronenbombe : Mickey
- 1978 : L'infermiera di campagna : Romolo Rossi
- 1978 : Selle d'argent (Sella d'argento) de Lucio Fulci : Garrincha
- 1979 : Monster
- 1979 : Süpermenler : le parrain
- 1980 : Matar para vivir
- 1980 : Cuatro locos buscan manicomio
- 1980 : Cabo Blanco : policier
- 1981 : L'ultimo harem de Sergio Garrone : chef bédouin
- 1981 : Kapax del Amazonas
- 1981 : Las muñecas del King Kong : Damian
- 1982 : Othello, el comando negro de Max-Henri Boulois : col. Montano
- 1982 : Los diablos del mar : Negoro
- 1982 : Biancaneve & Co. : Re Agesilao
- 1982 : La leyenda del tambor : général Schwartz
- 1982 : La bimba di Satana : Antonio Aguilar
- 1982 : El hombre del Gran Río
- 1983 : Al oeste de Río Grande
- 1983 : Le Maître du monde (I padroni del mondo)
- 1984 : Les Orgies de Caligula
- 1984 : Touareg, le Guerrier du désert (Tuareg - Il guerriero del deserto) d'Enzo G. Castellari : Sgt. Malick
- 1984 : Héctor, el estigma del miedo : Padre de Héctor
- 1985 : Hierro dulce
- 1985 : Tex et le Seigneur des abysses (Tex e il signore degli abissi) : El Dorado
- 1986 : Ahora mis pistolas hablan
- 1986 : Justice privée (Instant Justice) de Denis Amar
- 1986 : La noche de la ira
- 1986 : El orden cómico
- 1987 : Ladrón de chatarra
- 1987 : Falco Terror : Arthur Neilson
- 1988 : Femmine
- 1988 : Abat-jour
- 1989 : Al Andalus
- 1989 : Le Retour des Mousquetaires : Burly Demonstrator
- 1989 : L'Indomptée (en) : Faustino
- 1989 : El río que nos lleva
- 1990 : Commando terrorista
- 1990 : La cruz de Iberia : Capitán Guardia Civil
- 1990 : Superagentes en Mallorca
- 1990 : Hot Blood : Don Luis
- 1991 : Bambola di carne : Frank / Jenny's fiancé / Lolette's father
- 1991 : Opération Condor : Adolf
- 1992 : Narcos : Boss
- 1992 : Quartier haute sécurité pour femmes : capitaine Juan
- 1995 : Soldato ignoto : American soldier
- 1995 : Dis-moi oui : le grand-père
- 1996 : Pasajes (en) : Guarda
- 1997 : Tender Flesh : Kallman
- 1998 : Ma il buon Dio e proprio ingamba?
- 2004 : Legami sporchi : Tito
- 2005 : El masticar de los muertos en sus tumbas : Dr Montero
- 2006 : Río seco court-métrage